# Embryo
«Embryo» (de vegades anomenat «The Embryo») és una cançó del grup britànic Pink Floyd. Era un tema escencial en els concerts el1970–71, però una versió completa mai va ser editada en un àlbum d'estudi del Pink Floyd. Una versió d'estudi va aparèixer el 1970 en el rar àlbum de múltiples artiles – Picnic – A Breath of Fresh Air.
La seva següent aparició va ser l'any 1983 a la recopilació de Pink Floyd Works. Després va aparèixer l'any 2007 a A Breath of Fresh Air – A Harvest Records Anthology 1969–1974 (un dels tres únics temes de l'àlbum de mostreig original que s'inclourà a l'antologia amb el mateix títol). Múltiples interpretacions d'«Embryo» van aparèixer a la caixa recopilatòria que la banda va editar l'any 2016 The Early Years 1965-1972; també es van incloure dues versions a la petita recopilació de 2 discos The Early Years 1967-1972: Crea/ation (2016).

## Edicions
«Embryo» ha estat editat en els següents llançaments oficials:
- Picnic – A Breath of Fresh Air (1970) (demo version)
- Works (1983) (demo version)
- A Breath of Fresh Air – A Harvest Records Anthology 1969–1974 (2007) (demo version)
- The Early Years 1965-1972 (2016) (various renditions included in the box set's individual volumes)
  - Volume 2: 1968 – Germin/ation (live recording, BBC Radio session 2 December 1968)
  - Volume 3: 1969 – Dramatis/ation (demo version)
  - Volume 4: 1970 – Devi/ation (several live versions: BBC Radio session 16 July 1970; Pop Deux Festival de St. Tropez, 8 August 1970; Roland Petit Ballet, 5 December 1970)
  - Volume 5: 1971 – Reverber/ation (live recording, BBC Radio session 30 September 1971)
- The Early Years 1967-1972: Cre/ation (2016) (demo version; live recording, BBC Radio session, 16 July 1970)

## Crèdits
Versió d'estudi
- David Gilmour – veu principal i de suport, guitarra acústica, guitarra elèctrica wah
- Richard Wright – Mellotron, orgue Farfisa, piano
- Roger Waters - baix, efectes de cinta (barateria accelerada)
- Nick Mason – plat

Versió en directe
- David Gilmour: co-veu principal, guitarra elèctrica
- Richard Wright: co-veu principal, orgue Hammond
- Roger Waters - baix
- Nick Mason – bateria